# Gagarinskij (Mosca)
Il quartiere Gagarinskij (in russo Гагаринский район?) è un quartiere di Mosca sito nel Distretto Sud-occidentale.
Ospita il parco delle Vorob'evy Gory e la sede centrale dell'Università Statale di Mosca (MGU).